# Allez-et-Cazeneuve
Allez-et-Cazeneuve település Franciaországban, Lot-et-Garonne megyében. Lakosainak száma 609 fő (2022. január 1.). Allez-et-Cazeneuve Sainte-Livrade-sur-Lot, Bias, Dolmayrac és Sainte-Colombe-de-Villeneuve községekkel határos.

## Népesség
A település népességének változása:
| Lakosok száma | 408  | 478  | 583  | 658  | 642  | 590  | 567  | 593  | 602  | 609  |
|               | 1968 | 1982 | 1990 | 2006 | 2013 | 2015 | 2017 | 2019 | 2020 | 2022 |